# Kazimierz Szuba
Kazimierz Szuba (ur. 7 lutego 1907 w Grzybowie, zm. 1982 w Poznaniu) – lokalny działacz społeczny w okresie Polski Ludowej.

## Przebieg życia
Był najstarszym z pięciorga dzieci Wawrzyna i Antoniny z domu Boreckiej. Ojciec był pracownikiem obsługującym parowe pługi rolnicze, zmarł w 1917 roku, pozostawiając liczną rodzinę w bardzo trudnej sytuacji materialnej. Z tego powodu Kazimierz zaczął pracować już w wieku 10 lat, a pracę musiał pogodzić z nauką szkolną w powszechnej szkole w Grzybowie koło Wrześni. Po zakończeniu edukacji podjął pracę w majątku Stefana Lutomskiego, gdzie pracował na różnych stanowiskach.

2.10.1932 ożenił się z Pelagią Brzóstowicz. Z ich związku narodziły się dzieci: Stefan, Urszula i Bogusław. W 1939 po wkroczeniu wojsk niemieckich do Polski został wyrzucony z pracy, znalazł posadę u niemieckiego kolonisty Friedricha Miete, gdzie pracował do końca okupacji. 

## Kariera
Po zakończeniu wojny włączył się w odbudowę kraju, działał głównie w rolnictwie. Od 1946 r. do śmierci był członkiem rad narodowych miasta i powiatu, długoletnim przewodniczącym komisji rolnictwa, organizatorem kółek rolniczych na terenie powiatu wrzesińskiego. W latach 50. XX wieku prezesem powiatowego Związku Samopomocy Chłopskiej, wójtem gminy Strzałkowo. W latach 70. XX wieku był prezesem Koła Łowieckiego nr 162 we Wrześni oraz w latach 1971-1982 członkiem rady nadzorczej Banku Spółdzielczego we Wrześni. Z racji swego zaangażowania w sprawy wsi i rolnictwa nazywany był przez mieszkańców królem chłopów. Został pochowany na cmentarzu parafialnym w Grzybowie.